# 赫里霍里夫卡 (葉拉涅茨市鎮)
47°41′24″N 31°43′43″E / 47.69000°N 31.72861°E
赫里霍里夫卡（烏克蘭語：Григорівка），是烏克蘭南部尼古拉耶夫州沃茲涅先斯克區葉拉涅茨市鎮的村落。始建於1802年，面積0.32平方公里，海拔高度69米，2001年人口98，人口密度每平方公里306.3人。